# Еберхард (герцог Баварії)
Еберхард I (*Eberhard, бл. 907 — між 940 та 953) — герцог Баварії у 937—938 роках.

## Життєпис
Походив з роду Луітпольдингів. Старший син Арнульфа I, герцога Баварії, та Юдіт (доньки Еберхарда, графа Зюдіхгау). Народився близько 907 року в Ратісбоні (сучасний Регенсбург).
У 933 або 934 році йому була запропонована корона Італії після смерті короля Рудольфа II, проте похід Еберхарда до Італії виявився невдалим через спротив Гуго Прованського. У 935 році офіційно набув статуса спадкоємця Баварії. Це визнала місцева знать та Генріх I, король Німеччини. Тоді ж відбувся шлюб з донькою графа Верденського.
У 937 році після смерті батька стає новим герцогом Баварським. В цей момент проти Еберхарда виступив німецький король Оттон I Великий, який вирішив відновити владу Німеччини над Баварією, майже повністю ліквідовану Арнульфом. У 938 році ворог вдерся до володінь Еберхарда. У двох військових кампаніях — навесні та восени — герцог зазнав поразки. Зрештою Еберхарда було повалено з трону. Замість нього герцогом було поставлено його стрийка Бертольда, герцога Каринтійського. Брата Еберхарда — Арнульфа Молодшого — було помилувано й надано пфальцграфство Баварія.
Еберхард помер, можливо, приблизно 940 року або виїхав до Угорщини, де загинув близько 953 року.

## Родина
Дружина — Лютгарда, донька Відеріка, графа Вердена.
Діти:
- Вігфрід (д/н—983), єпископ Вердена
- Вігбурга (д/н—980), дружина: 1) баварського графа Пілгріма I; 2) Хартвіга I, пфальцграфа Баварського